# Franz Gabriel Fiesinger
Franz Gabriel Fiesinger, né le 7 février 1752 à Offenbourg-en-Brisgau et mort le 2 février 1807  à Londres, est un graveur sur cuivre badois.

## Biographie
Né le 7 février 1752 à Offenbourg, il est le fils du cordier Franz Gabriel Fiessinger (11 mars 1723-1788) et de son épouse Elisabeth Glattfelder. Il est probablement élève du lycée de l'ordre franciscain dans cette même ville. En 1766, il est inscrit au Konvict ad Carolum Borromäum de l'université de Heidelberg, et deux ans plus tard, il étudie à l'université de Strasbourg. L'affirmation que l'on trouve dans certaines biographies selon laquelle Fiessinger est membre de l'ordre jésuite avant 1773 ne peut plus être retenue. Le 11 mars 1773, Fiessinger est admis à l'académie de Vienne. En plus de ses études, il complète son apprentissage (avec nourriture et logement) auprès du peintre académique Joseph Stöber, le père de Franz Xaver Stöber. Pendant ce temps, il devient l'ami du sculpteur Johann Martin Fischer (de) (1740-1820). On connaît de lui deux portraits gravés de Joseph II et Marie-Thérèse composés à Vienne pour Carlo Artaria (1747-1808).
Au milieu des années 1780, il vient travailler à Paris comme graveur de reproduction, après un passage par la Suisse où il avait collaboré à l'illustration des Physiognomische Fragmente, les premiers essais de Lavater sur la physiognomonie achevés en 1778.
À Paris, il s'établit quai des Grands-Augustins à partir de 1780. Utilisant la gravure au burin, il exécute les portraits des membres de l'Assemblée nationale constituante (1790) d'après Jean Urbain Guérin. Pour la Monnaie de Paris, il grave dans l'urgence plusieurs types d'assignats.
Il quitte Paris pour l'Angleterre au moment de la Terreur : en octobre 1793, il est à Londres, gravant entre autres le portrait de l'amiral Samuel Hood d'après James Northcote. 
Revenu à Paris en 1798 sous le Directoire, installé au 13 quai Voltaire, il reproduit en médaillon toujours d'après Jean Urbain Guérin les portraits des officiers républicains qui s'étaient illustrés aux premiers temps de la guerre, tels Kléber, Desaix, Bonaparte, Masséna, Régnier. 
En 1802, il repart à Londres où il meurt en 1807.
Son nom est parfois écrit Fiessinger, Fiezinger, Fießinger ou Flesinger.

## Œuvre
- Portrait de François Joseph Lefebvre, d'après Egidius Mengelberg

## Galerie de portraits gravés
Collection des portraits de MM. les députés à l'Assemblée nationale (1790) d'après Jean Urbain Guérin

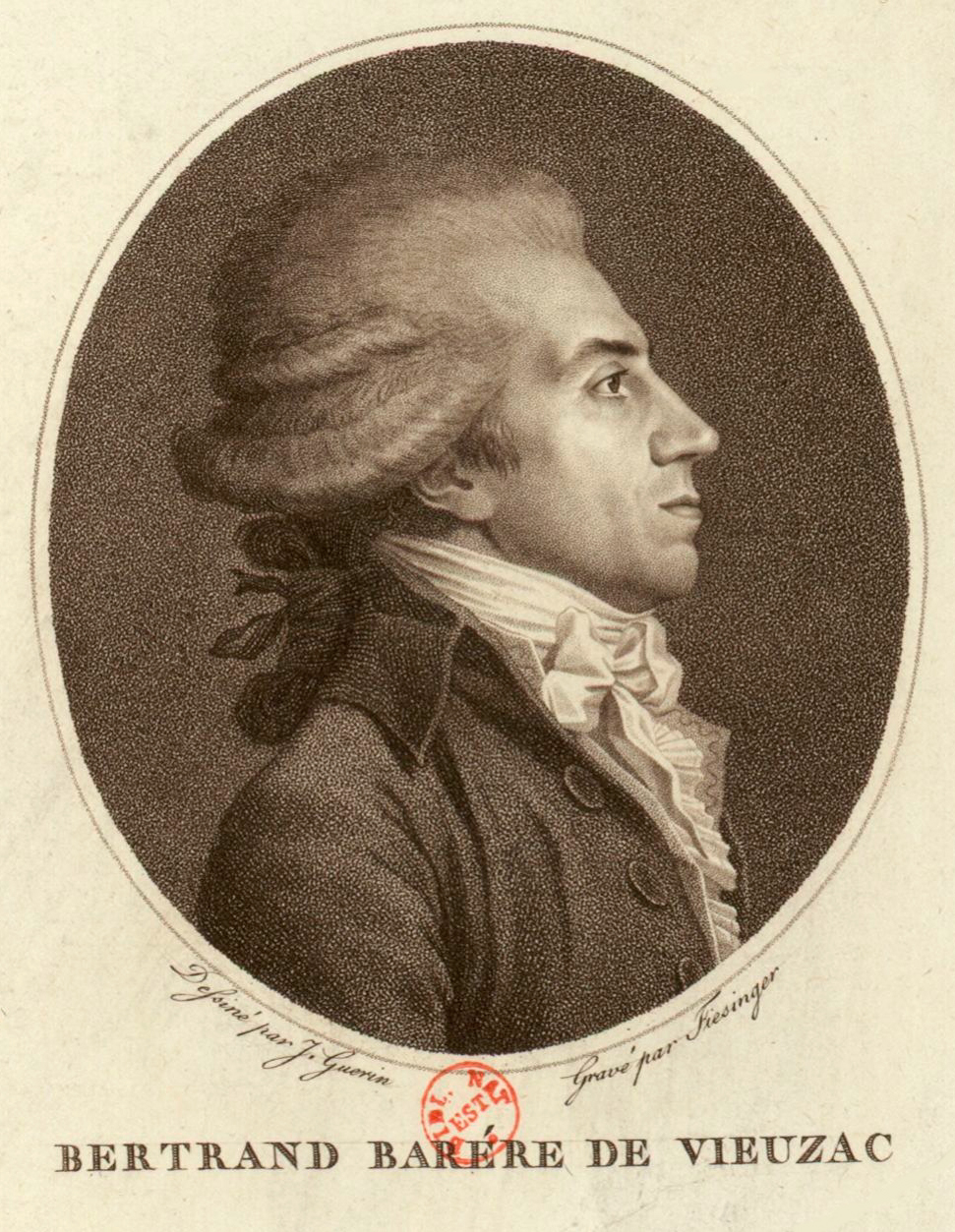
Bertrand Barère
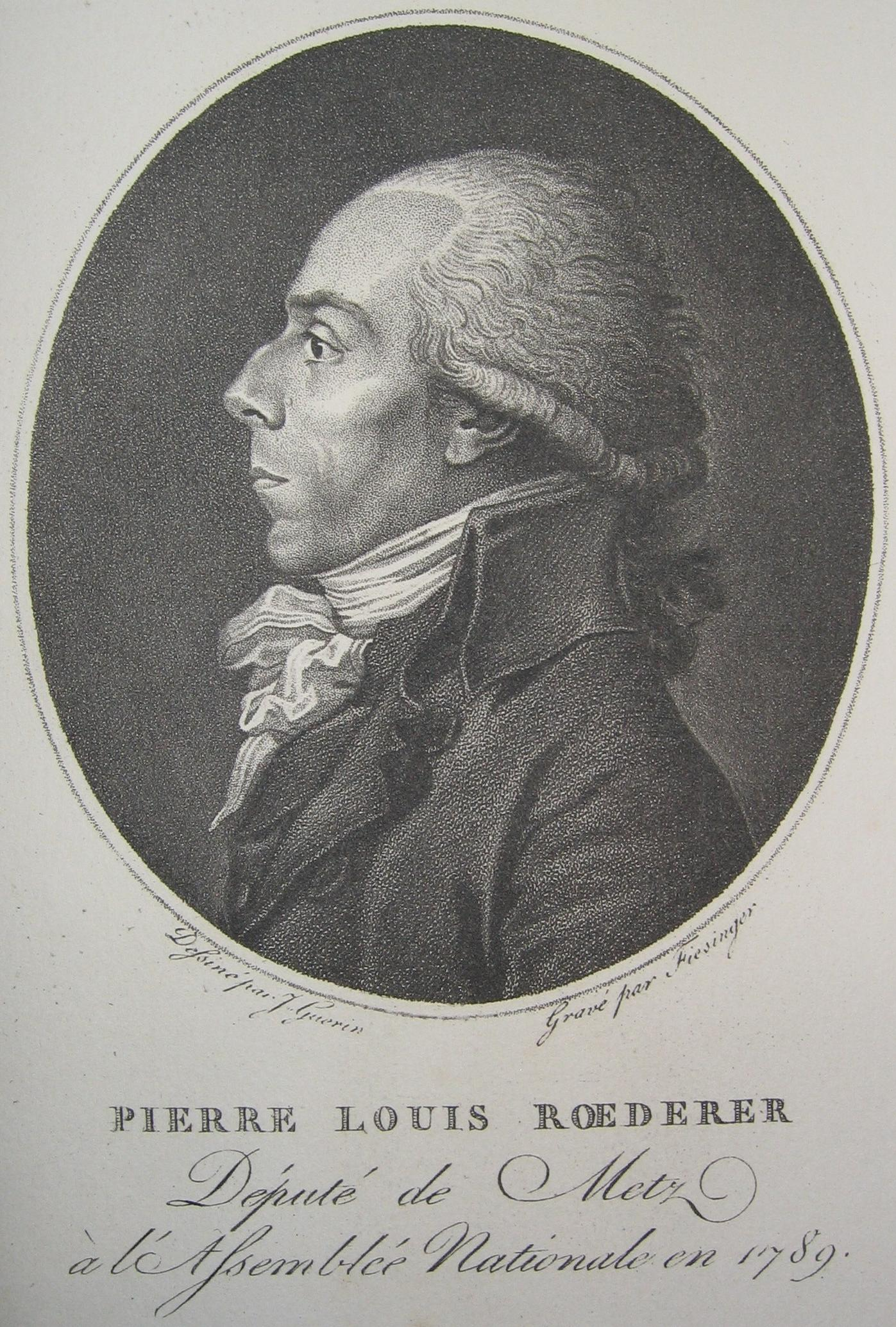
Pierre-Louis Roederer
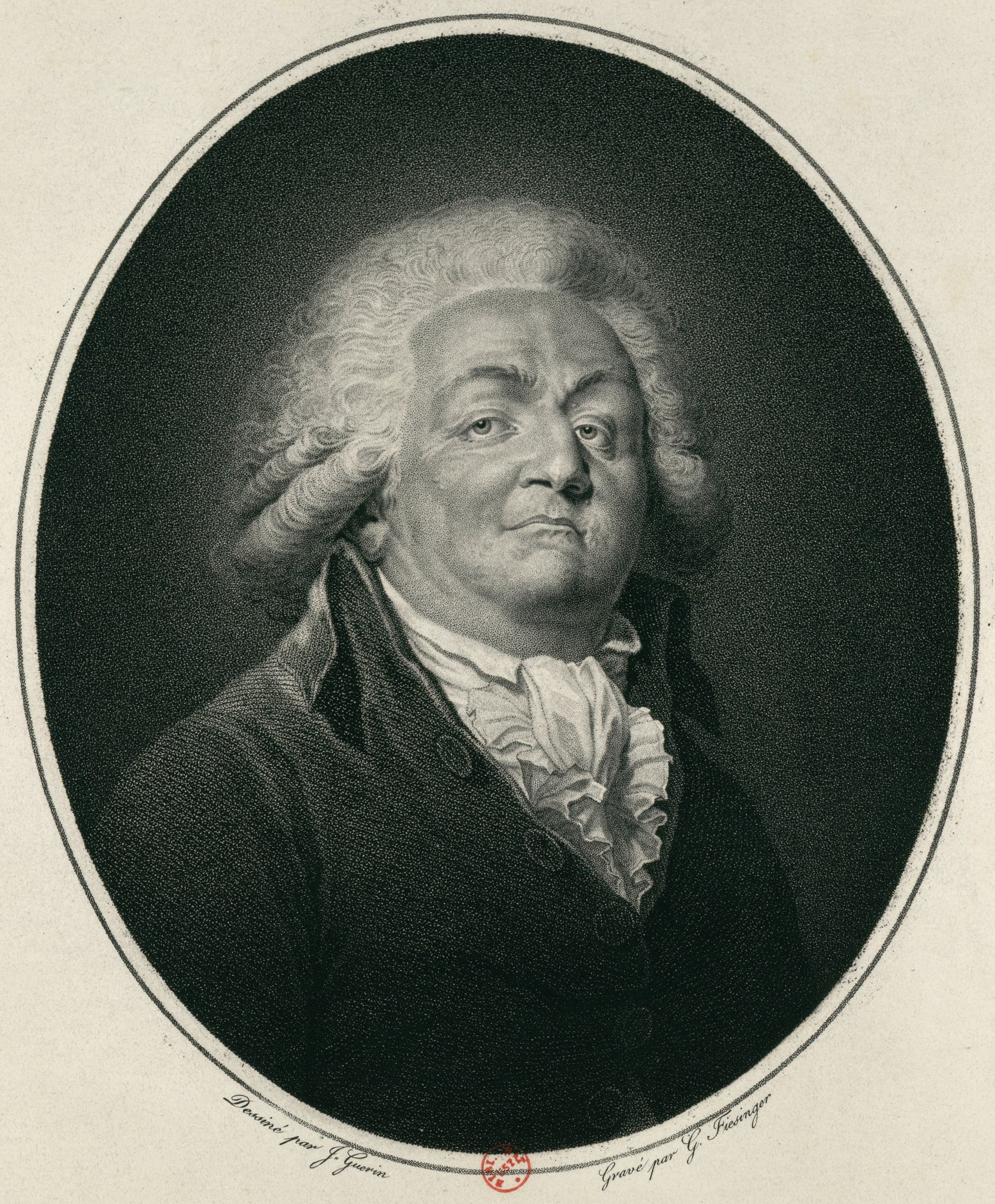
Mirabeau

Portraits des officiers républicains (1798) d'après Jean Urbain Guérin

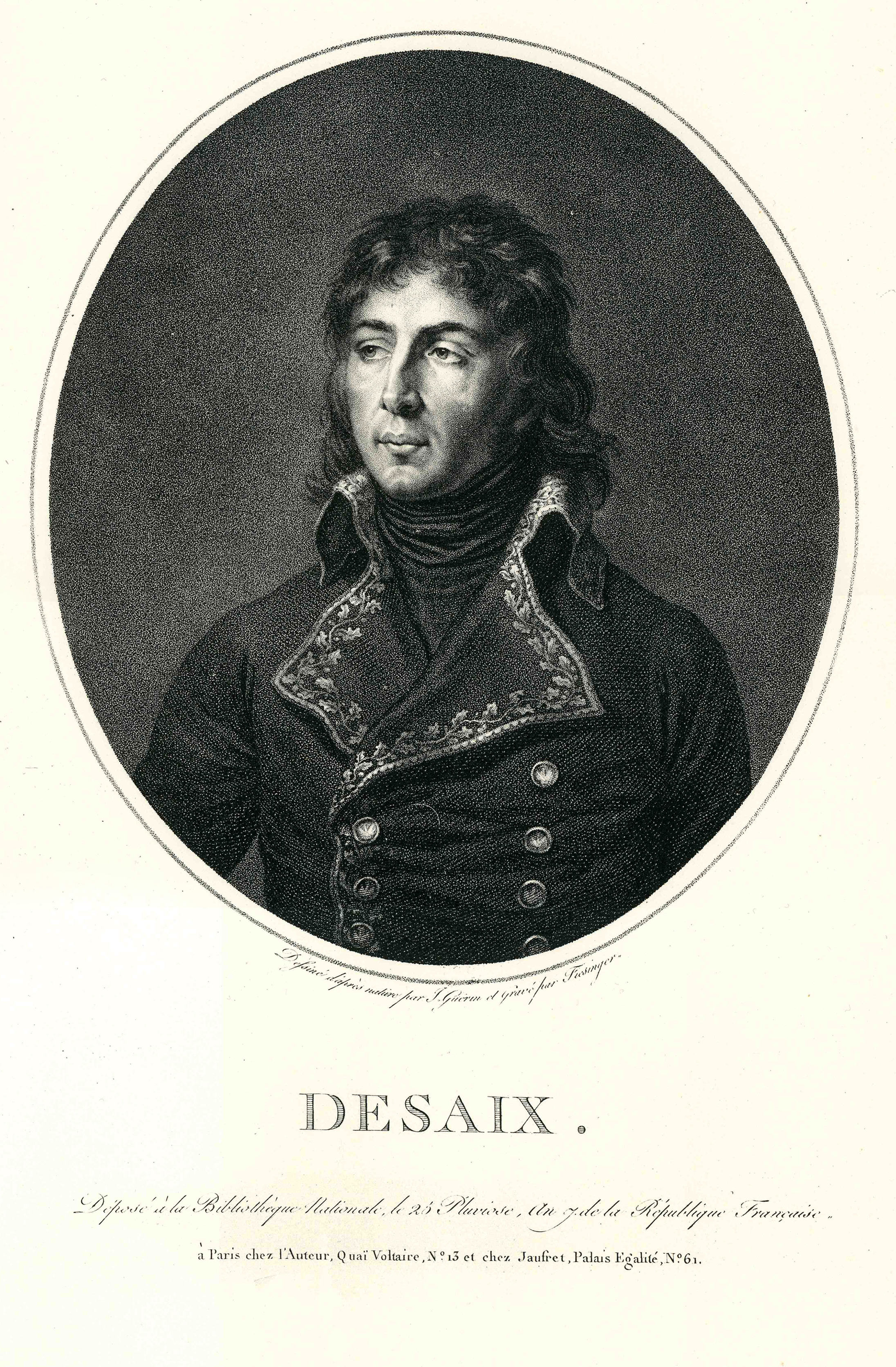
Desaix
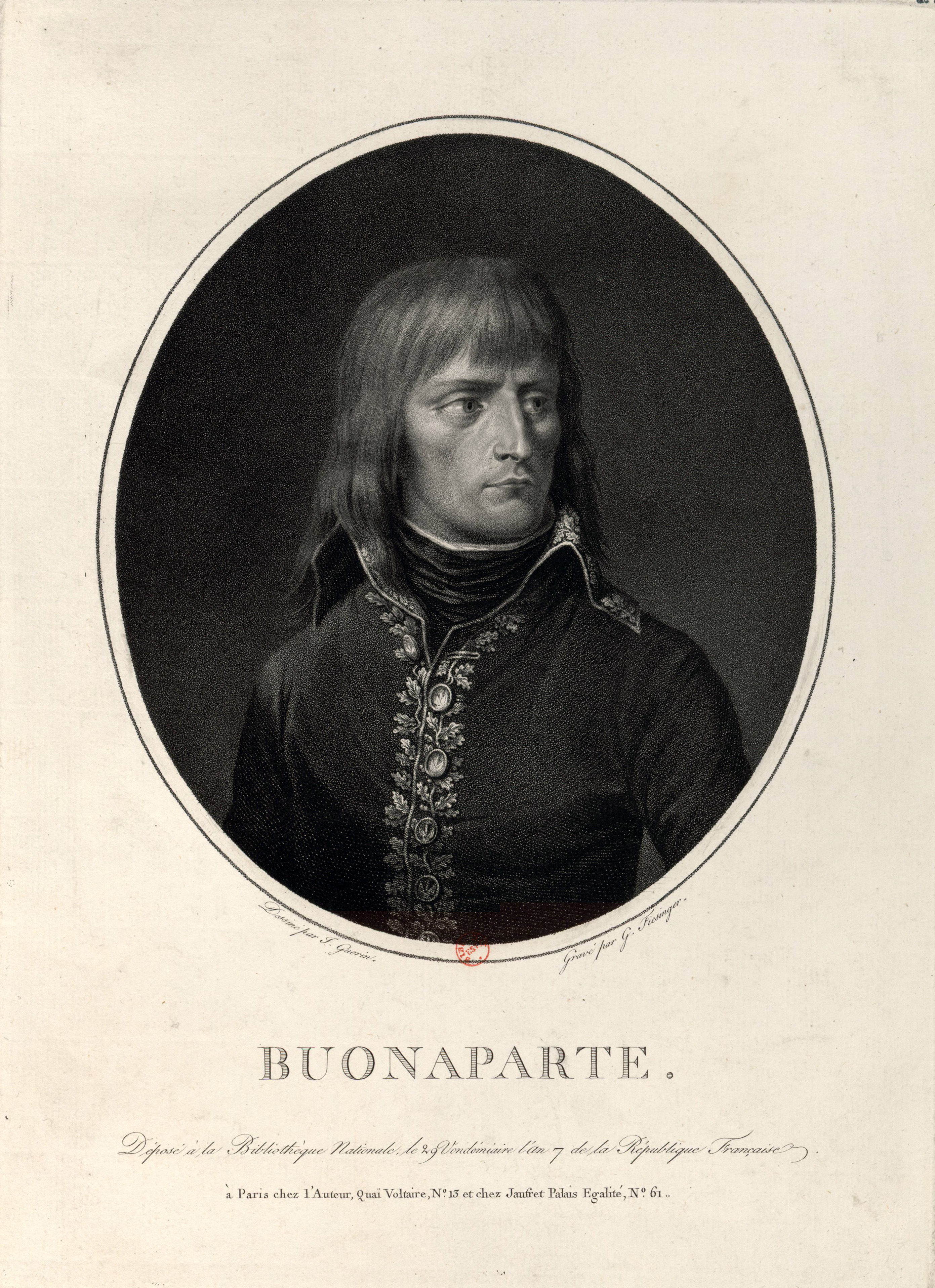
Bonaparte
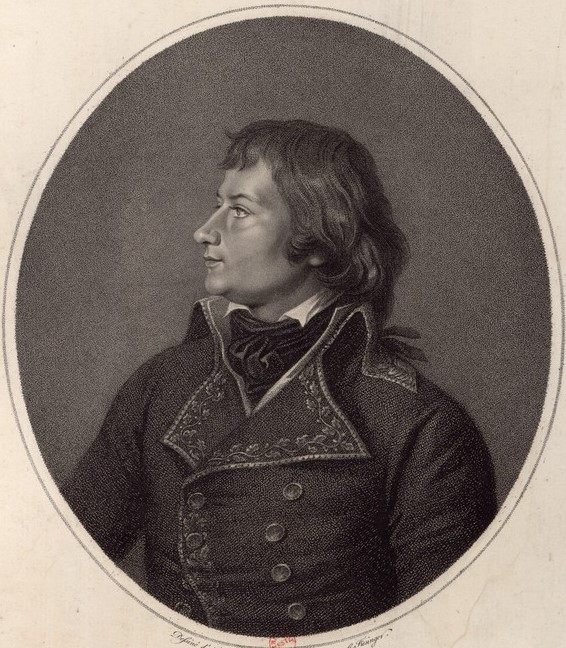
Gouvion-Saint-Cyr